# Amstel Gold Race de 2018
A 53.ª edição da clássica ciclista Amstel Gold Race foi uma corrida nos Países Baixos que se celebrou a 15 de abril de 2018 sobre um percurso de 263 quilómetros com início no município de Maastricht e final na cidade de Berg en Terblijt. 
A corrida, para além de ser a primeira clássica das Ardenas, faz parte do UCI World Tour 2018, sendo a décima sexta competição do calendário de ciclismo de classe mundial. 
A corrida foi vencida pelo corredor dinamarquês Michael Valgren da equipe Astana, em segundo lugar  Roman Kreuziger (Mitchelton-Scott) e em terceiro lugar Enrico Gasparotto (Bahrain-Merida).

## Percurso
O curso deste ano mudou em comparação com a edição anterior, com 35 montanhas categorizadas. A principal novidade foi que a última subida não foi o tradicional Cauberg, mas sim o Bemelerberg, a 5,6 quilômetros da linha de chegada, que se localiza na aldeia de Berg en Terblijt.
| 1  | Slingerberg    | 1200 | 5,4 % | 254,8 |
| 2  | Adsteeg        | 620  | 4,7 % | 249,9 |
| 3  | Lange Raarberg | 1000 | 4,3 % | 241,7 |
| 4  | Bergseweg      | 2200 | 3,4 % | 225,7 |
| 5  | Sibbergrubbe   | 2000 | 4,1 % | 214   |
| 6  | Cauberg        | 1500 | 7 %   | 209,6 |
| 7  | Geulhemmerberg | 1000 | 5,8 % | 204,9 |
| 8  | Heiweg         | 1300 | 7 %   | 185,5 |
| 9  | Kalleberg      | 1500 | 5,1 % | 181,5 |
| 10 | Wolfsberg      | 500  | 5,8 % | 174,5 |
| 11 | Loorberg       | 1600 | 5,1 % | 171   |
| 12 | Schweiberg     | 3000 | 3,7 % | 159,5 |
| 13 | Camerig        | 3600 | 7 %   | 153,1 |
| 14 | Vaalserberg    | 2600 | 4,2 % | 141,8 |
| 15 | Gemmenicherweg | 2000 | 5,4 % | 137,2 |
| 16 | Vijlenerbos    | 1800 | 5,1 % | 133,4 |
| 17 | Eperheide      | 2300 | 4,5 % | 124,7 |
| 18 | Gulperberg     | 1100 | 5,2 % | 115,9 |
| 19 | Plettenberg    | 1200 | 3,7 % | 112,3 |
| 20 | Eyserweg       | 2100 | 4,4 % | 110,1 |
| 21 | Huls           | 900  | 8,3 % | 105,5 |
| 22 | Vrakelberg     | 600  | 7,7 % | 100,1 |
| 23 | Sibbergrubbe   | 2000 | 4,1 % | 92,2  |
| 24 | Cauberg        | 1500 | 7 %   | 87,8  |
| 25 | Geulhemmerberg | 1000 | 5,8 % | 83,1  |
| 26 | Bemelerberg    | 1200 | 4 %   | 70,1  |
| 27 | Loorberg       | 1600 | 5,1 % | 54,6  |
| 28 | Gulperberg     | 600  | 9,8 % | 44,7  |
| 29 | Kruisberg      | 800  | 8,4 % | 39,3  |
| 30 | Eyserbosweg    | 1100 | 7,9 % | 37,3  |
| 31 | Fromberg       | 1200 | 4,8 % | 33,5  |
| 32 | Keutenberg     | 1700 | 6,1 % | 29    |
| 33 | Cauberg        | 1500 | 7 %   | 18,9  |
| 34 | Geulhemmerberg | 1000 | 5,8 % | 14,2  |
| 35 | Bemelerberg    | 1200 | 4 %   | 5,6   |

## Equipas participantes
Tomaram parte na corrida 25 equipas: 18 de categoria UCI World Tour de 2018 convidados pela organização; 7 de categoria Profissional Continental. Formando assim um pelotão de 175 ciclistas dos que acabaram 97. As equipas participantes foram:
| Equipes WorldTeam (18)- Quick-Step Floors - Lotto Soudal - Lotto NL-Jumbo - Team Sunweb - Sky - Groupama-FDJ - AG2R La Mondiale - Movistar Team - Katusha-Alpecin - BMC Racing Team - EF Education First-Drapac p/b Cannondale - Trek-Segafredo - UAE Team Emirates - Bahrain-Merida - Bora-Hansgrohe - Astana - Dimension Data - Mitchelton-Scott Equipes profissionais Continentais (7)- Vital Concept - Roompot-Nederlandse Loterij - Nippo-Vini Fantini-Europa Ovini - Israel Cycling Academy - Sport Vlaanderen-Baloise - Wanty-Groupe Gobert - Aqua Blue Sport |
| |

## Classificações finais
- As classificações finalizaram da seguinte forma:[3]

### Classificação geral
| \| Classificação geral \| Classificação geral \| Classificação geral \| Classificação geral \| Classificação geral \| \| Ciclista \| Ciclista \| Equipe \| Tempo \| \| \| ------------------- \| ------------------- \| ------------------------- \| ------------------- \| ------------------- \| \| 1. \| Michael Valgren \| Astana \| 6h40m07s \| \| \| 2. \| Roman Kreuziger \| Mitchelton-Scott \| + 0s \| \| \| 3. \| Enrico Gasparotto \| Bahrain-Merida \| + 2s \| \| \| 4. \| Peter Sagan \| Bora-Hansgrohe \| + 19s \| \| \| 5. \| Alejandro Valverde \| Movistar Team \| + 19s \| \| \| 6. \| Tim Wellens \| Lotto-Soudal \| + 19s \| \| \| 7. \| Julian Alaphilippe \| Quick-Step Floors \| + 19s \| \| \| 8. \| Jakob Fuglsang \| Astana \| + 23s \| \| \| 9. \| Lawson Craddock \| EF Education First-Drapac \| + 30s \| \| \| 10. \| Jelle Vanendert \| Lotto-Soudal \| + 36s \| \| \| 11. \| Daryl Impey \| Mitchelton-Scott \| + 53s \| \| \| 12. \| Preben Van Hecke \| Sport Vlaanderen-Baloise \| + 53s \| \| \| 13. \| Philippe Gilbert \| Quick-Step Floors \| + 53s \| \| \| 14. \| Greg Van Avermaet \| BMC Racing Team \| + 53s \| \| \| 15. \| Rudy Molard \| Groupama-FDJ \| + 53s \| \| |                    |                           |          |
| |                    |                           |          |
| Fonte: ProCyclingStats |                    |                           |          |
| Classificação geral |                    |                           |          |
| Ciclista | Ciclista           | Equipe                    | Tempo    |
| 1. | Michael Valgren    | Astana                    | 6h40m07s |
| 2. | Roman Kreuziger    | Mitchelton-Scott          | + 0s     |
| 3. | Enrico Gasparotto  | Bahrain-Merida            | + 2s     |
| 4. | Peter Sagan        | Bora-Hansgrohe            | + 19s    |
| 5. | Alejandro Valverde | Movistar Team             | + 19s    |
| 6. | Tim Wellens        | Lotto-Soudal              | + 19s    |
| 7. | Julian Alaphilippe | Quick-Step Floors         | + 19s    |
| 8. | Jakob Fuglsang     | Astana                    | + 23s    |
| 9. | Lawson Craddock    | EF Education First-Drapac | + 30s    |
| 10. | Jelle Vanendert    | Lotto-Soudal              | + 36s    |
| 11. | Daryl Impey        | Mitchelton-Scott          | + 53s    |
| 12. | Preben Van Hecke   | Sport Vlaanderen-Baloise  | + 53s    |
| 13. | Philippe Gilbert   | Quick-Step Floors         | + 53s    |
| 14. | Greg Van Avermaet  | BMC Racing Team           | + 53s    |
| 15. | Rudy Molard        | Groupama-FDJ              | + 53s    |

## UCI World Ranking
A Amstel Gold Race outorga pontos para o UCI World Tour de 2018 e o UCI World Ranking, este último para corredores das equipas nas categorias UCI WorldTeam, Profissional Continental e Equipas Continentais. As seguintes tabelas mostram o barómetro de pontuação e os 10 corredores que obtiveram mais pontos:
| Posição   | 1.º | 2.º | 3.º | 4.º | 5.º | 6.º | 7.º | 8.º | 9.º | 10.º | 11.º | 12.º | 13.º | 14.º | 15.º | 16.º-20.º | 21.º-30.º | 31.º-50.º | 51.º-55.º | 56.º-60.º |
| Pontuação | 500 | 400 | 325 | 275 | 225 | 175 | 150 | 125 | 100 | 85   | 70   | 60   | 50   | 40   | 35   | 30        | 20        | 10        | 5         | 3         |

| 1.º  | Michael Valgren    | Astana                    | 500 |
| 2.º  | Roman Kreuziger    | Mitchelton-Scott          | 400 |
| 3.º  | Enrico Gasparotto  | Bahrain-Merida            | 325 |
| 4.º  | Peter Sagan        | Bora-Hansgrohe            | 275 |
| 5.º  | Alejandro Valverde | Movistar                  | 225 |
| 6.º  | Tim Wellens        | Lotto Soudal              | 175 |
| 7.º  | Julian Alaphilippe | Quick-Step Floors         | 150 |
| 8.º  | Jakob Fuglsang     | Astana                    | 125 |
| 9.º  | Lawson Craddock    | EF Education First-Drapac | 100 |
| 10.º | Jelle Vanendert    | Lotto Soudal              | 85  |